# G9 ex-Prusse
Les G9 ex-Prusse sont des locomotives à vapeur de disposition d'essieux 040 développées pour les chemins de fer du royaume de Prusse (KPEV). Dotées d'une large chaudière à vapeur saturée et d'éléments empruntés aux G7 prussiennes, elles étaient destinées au service des marchandises.
À l'issue de la Première Guerre mondiale, plusieurs exemplaires ont été cédés à la Belgique et à la Pologne et utilisés par les chemins de fer de ces pays respectifs.

## Genèse
Au début des années 1890, les plus puissantes des machines de ce réseau étaient les G5 de disposition 130 (à trois essieux moteurs) tout comme les G3 et G4 plus anciennes de disposition 030. Les G7.1 (à simple expansion) et G7.2 (compound) les remplaceront à partir de 1895 en tête des trains de marchandises lourds et lents.
Toutefois, si ces locomotives à quatre essieux moteurs gagnaient en adhérence, leur puissance restait relativement faible en raison d'une chaudière basée sur celle des G5.
Robert Garbe, conscient de l'intérêt de la surchauffe, décida de créer un modèle complètement nouveau faisant usage du surchauffeur tout juste mis au point par Wilhelm Schmidt. Toujours de disposition d'essieux 040, mais dotée de roues plus grandes (1 350 mm), permettant de circuler plus vite, ces locomotives dites G8 offraient un gain en puissance et des économies d'eau et de combustible, grâce à la surchauffe. Les prototypes sortent d'usine de 1902 à 1904 et la production en série démarre en 1905.
La nouvelle machine avait beau être fiable et renoncer au compoundage, son surchauffeur était plus compliqué à utiliser et entretenir que les tubes de chaudière ordinaires tandis que la température plus élevée de la vapeur exigeait des huiles de lubrification spécifiques, plus chères.
À cette époque, les G7.1, G7.2 et certaines variantes des G5 étaient encore en production mais ces modèles datés techniquement ne pouvaient rivaliser avec la puissance des G8, d'autant que les locomotives compound à deux cylindres (telles que les G7.2) commençaient à tomber en défaveur.
Les ingénieurs prirent donc le soin d'étudier un autre modèle fort puissant revenant à la vapeur saturée et à la simple expansion, les G9.

## Description
Simples d'usage mais assez lourdes, basées sur les G7 dont elles reprenaient le train de roues et certains éléments de châssis, elles s'en distinguaient par une énorme chaudière censée rivaliser avec celle des G8 plus sophistiquée.
Comme les G7.1 et G8, c'est une machine à simple expansion munies de deux cylindres extérieurs. Sa chaudière sans surchauffe est un nouveau modèle, très large, avec 292 tubes lisses.
Le diamètre des roues motrices est le même que sur les G7 : 1 250 mm donnant une bonne force de traction au détriment de la vitesse.
200 G9 ont été commandées par les chemins de fer prussiens (KPEV) entre 1908 et 1911. Les états de service des G9 comparés aux G8 (dont 1646 exemplaires seront livrés) ainsi que la généralisation de la surchauffe aux avantages supérieurs inciteront les KPEV à laisser tomber le principe des G9 pour se contenter des modèles surchauffés déjà produits : les G8 et G10. 1911 est également l'année de la fin de production des G7.2 compound, qui sortaient d'usine depuis 1895.
Si le principe de la vapeur saturée et des très petites roues, qui dicta la conception des G9, était révolu, celui d'utiliser une chaudière de plus grand diamètre pour remorquer des trains très lourds fit son chemin et donna naissance à la G8.1, une évolution plus lourde et plus puissante des G8 qui sera produite à près de 5000 exemplaires entre 1912 et 1921. Ironie du sort ou juste retour des choses, plusieurs G9 seront finalement équipées de la surchauffe dans les années 1920.

## Utilisations et services
Elles furent déployées dans au moins huit directions administratives des Chemins de fer prussiens : Cologne, Essen, Kattowitz, Münster, Hanovre, Breslau, Magdebourg et Stettin et affectées principalement aux trains de charbon, de minerai, entre les ports de la mer du Nord et le bassin de la Ruhr et d'autres marchandises en vrac. Les machines de Münster, Hanovre, Magdebourg et Stettin seront rapidement mutées pour consolider les effectifs des autres Direktion, surtout Essen ainsi qu'Oppeln. Elles étaient fort présentes à l'Est, dans des régions désormais situées en Pologne.
La G9 immatriculée 5896 Essen (Schichau, n°1831) fut présentée à l'Exposition Universelle de Bruxelles de 1910 aux côtés d'une G8, d'une G10 et de plusieurs autres locomotives prussiennes. Elle finira d'ailleurs sa carrière en Belgique en 1937 après avoir fait partie des locomotives cédées après l'armistice de 1918 au titre des dommages de guerre.
Au cours de la Première Guerre mondiale, plus de la moitié fut affectée aux chemins de fer militaires, mais leur poids élevé ne les désignait pas pour circuler sur les voies temporaires près des zones de front, où les G5 et G7 étaient plus appropriées (200 G7.1 et 70 G7.3 supplémentaires seront d'ailleurs construites en 1916-1917). Beaucoup semblent avoir été utilisées en Belgique, aux voies lourdement armées mais où les 040 étaient inexistantes avant-guerre.
La Belgique et la Pologne seront les seuls à recevoir des G9, abandonnées sur place ou cédées par la commission d'armistice. La France n'en reçoit aucune mais verra rouler toutes les autres variantes de locomotives à quatre essieux prussiennes (de la G7.1 à la G8.1). En revanche, les chemins de fer de la Sarre sous mandat.
Les pertes de guerre, réquisitions d'Armistice et accidents laissent 133 G9 en bon état intégrer les effectifs de la Deutsche Reichsbahn-Gesellschaft où elles sont numérotées 55 2301 à 2433. Durant les années 1920, 26 seront envoyées chez Hanomag pour être équipées d'un surchauffeur et d'un préchauffeur de l'eau d'alimentation, gagnant en puissance et en consommation de combustible.
Dès 1923, la DRG entreprend de purger ses effectifs des locomotives obsolètes héritées des anciennes compagnies. D'abord épargnées eu égard à leur jeune âge, les G9 subissent ensuite de plein front la concurrence de locomotives plus modernes combiné au déclin du trafic des marchandises résultant de la crise économique de 1929. Les G9 subissent des coupes claires dès 1928 et même des G8.1 et P8 sont envoyées à la démolition. Les dernières G9 à vapeur saturée sont radiées en 1933 et plusieurs G9 surchauffées auront disparu avant 1939.
Le reliquat de la série rejoindra en 1941 deux machines d'origine polonaise qui avaient été capturées par les Soviétiques en 1939.
En 1945, une partie des G9 de la DRG est remise en service par les chemins de fer est-allemands (DR) ou ceux d'Allemagne de l'Ouest (DB). Celles de la DB disparaissent des inventaires au plus tard en 1949 et la dernière de la DR survit jusqu'en 1961, où elle est alors revendue à la centrale électrique de Vetschau.
La radiation des G9 s'est à plusieurs reprises accompagnée d'une revente lorsqu'elles étaient en bon état général :
- deux sont revendues aux Osthannoversche Eisenbahnen, qui les utilise jusqu'en 1960-1961[4] ;
- deux ont servi chez les Kleinbahn Köln-Mülheim-Leverkusen jusqu'en 1957 ; l'une a été revendue à la firme Huppertz.
- une a été utilisée jusqu'en 1957 aux ateliers centraux de Krefeld-Oppum ;
- quatre sont revendues à la compagnie locale de la Westfälische landes-eisenbahn (WLE) qui les utilisera jusqu'en 1960-1963, conservant un de leurs tenders comme chasse-neige pendant de nombreuses années de plus.

La 55 2418, radiée dès 1930, a été utilisée par le constructeur de locomotives Westfälische Lokfabrik Hattingen puis achetée par le chemin de fer portuaire Wanne-Herner Eisenbahn, roulant jusqu'en 1963. La DRG en avait aussi revendu deux en 1944 au chemin de fer de Georgsmarienhütte, où ils sont radiés en 1949.

## Les G9 en Belgique

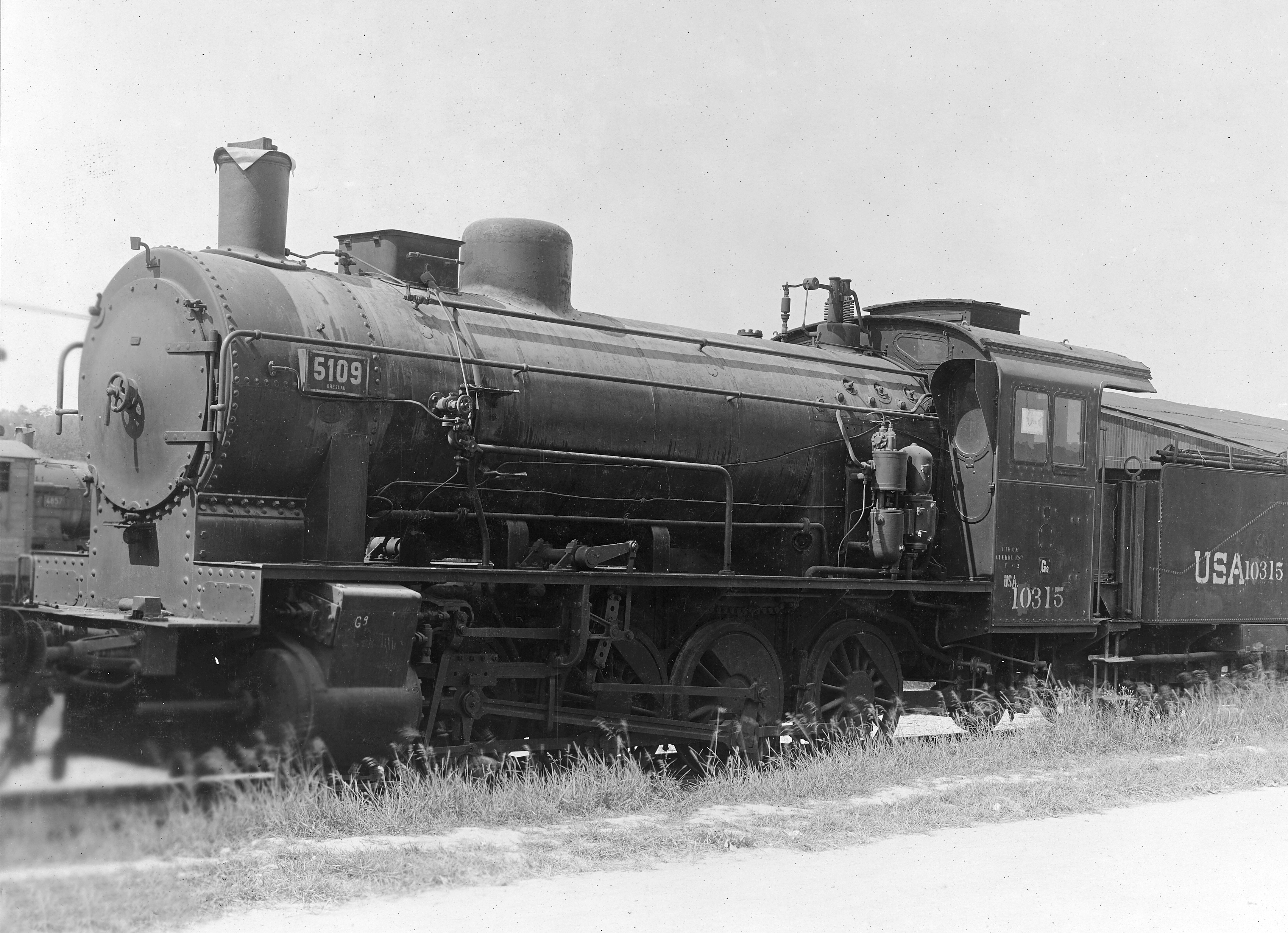
La 5109 Breslau à Is-sur-Tille (France) en juin 1919. Portant des marquages américains, cette locomotive reviendra à la Belgique.

Avec 59 locomotives, la Belgique fut le plus grand receveur de G9 à l'issue de la Première Guerre mondiale. Ces 59 machines sont réparties dans les différentes remises du pays, principalement dans le « pays Noir » riche en charbon ainsi qu'à Anvers. Elles côtoient d'emblée de grandes quantités G7, G8, G8.1 et G10 attribuées par la commission d'Armistice qui assureront les mêmes services : manœuvres, trains de marchandises locaux et trains de charbon lourds. Deux disparaissent avant la création de la SNCB en 1926 ; les 57 autres sont classées dans le type 79 avec une numérotation discontinue entre 7900 et 7999.
Malgré leur grand appétit en charbon, elles sont encore toutes à l'effectif en janvier 1935, alors que toutes les G9 allemandes, sauf une poignée dotée de la surchauffe, ont déjà été radiées.
Le déclin du trafic durant les années 1930 conduira la SNCB à se débarrasser d'une série d'engins vieillissants (à part quelques prototypes, aucune machine pour marchandises neuve ne sera commandée entre 1921 et les années 1940). La réforme des G9 et G8 est conduite en même temps, de 1935 à 1939.
Au moment de leur radiation, les type 79 étaient basées dans les dépôts d'Anvers-Dam (29) machines), Haine-Saint-Pierre (3), Mons (12) et Saint-Ghislain (12). La 7918 a peut-être connu une troisième vie auprès d'un industriel après avoir été revendue, en 1938, au revendeur de locomotives Ch. Foquet pour 71 000 fr.
Les G10 (type 90) et G8.1 (type 81) prendront leur place : Anvers-Dam sera un bastion des G10 jusqu'à leur radiation dans les années 1950 tandis que les type 81, omniprésentes dans tout le pays depuis 1918, tireront leur révérence dans les années 1960, les toutes dernières locomotives à vapeur de la SNCB étaient un petit groupe de type 81, rayées des écritures en 1967.

## Les G9 en Pologne
Seules sept ou huit G9 prussiennes sont cédées à la Pologne après la défaite allemande. Il y en avait sept à l'inventaire en 1927, devenant la série Tp5 des PKP. Cette trop petite série, moins efficiente que les G8 (Tp3) et G8.1 (Tp4) présentes en grandes quantités sera jugée de peu d'intérêt. Deux exemplaires sont radiés en 1937 mais sont remis en état par les Soviétiques en 1939 avant de servir pour le compte des nazis après l'opération Barbarossa. Le reste de la série aurait été radié en 1939 ou utilisé par les Allemands.[réf. nécessaire]
Après le conflit, deux G9 polonaises se retrouvent en Tchécoslovaquie avant d'être restituées à la Pologne en 1947.

## Caractéristiques des G9
- Pression de la chaudière : 12,2 kg/cm2
- Surface de grille : 3,06 m2
- Surface de chauffe : 197,5 m2
- Diamètre et course des cylindres : 550 mm x 630 mm
- Diamètre des roues motrices : 1 250 mm
- Masse à vide : 51,3 t
- Masse en ordre de marche : 59 t
- Masse adhérente : 59 t
- Longueur hors tout : 16,758 m
- Vitesse maxi en service : 45 km/h
- Puissance développée : 925 ch